# 1955 في المغرب
فيما يلي قوائم الأحداث التي وقعت خلال عام 1955 في المغرب.

## الحُكم
- السلطان: محمد الخامس
- الحكم للإدارة الفرنسية في المغرب الحماية الفرنسية على المغرب 1912 - 1956.

## ألأحداث
- 20 مارس 1955 - تأسس الاتحاد المغربي للشغل.[1]
- 16 نوفمبر - عودة السلطان محمد الخامس.
- 20 غشت - انطلاق مفاوضات إيكس ليبان بين ممثلي الحركة الوطنية المغربية والسلطات الفرنسية إِبّان نهاية الحماية الفرنسية على المغرب.
- نوفمبر 1955 - اجتماع وزير الخارجية الفرنسي أنطوان بينيه بسلطان المغرب محمد الخامس حيث تم عقد مجموعة اتفاقيات مهمة بشأن وثيقة الاستقلال المغربية.

## رياضة
- فاز نادي الوداد بالبطولة لعام 1955.

## مواليد
- كريمو، لاعب كرة قدم مغربي.
- جواد الأندلسي، لاعب كرة قدم مغربي.
- محمد بريظ، قائد عسكري مغربي.
- مبارك الفيلالي، لاعب كرة قدم مغربي.
- سعيد يقطين كاتب ناقد وباحث مغربي.
- موحى حداش جنرال عسكري مغربي.
- إبراهيم القادري بوتشيش،أكاديمي و باحث ومؤرخ مغربي .
- حمد البقيدي، شاعر مغربي.
- يوسف نكادي، كاتب مغربي.
- المنور عالم، دبلوماسي وسفير المغرب بتركيا.
- عبد السلام أحيزون، رجل أعمال مغربي.
- أمينة مريني إدريسي، شاعرة مغربية.